# 29609 Claudiahuang
29609 Claudiahuang este un asteroid din centura principală de asteroizi.

## Descriere
29609 Claudiahuang este un asteroid din centura principală de asteroizi. A fost descoperit pe 14 septembrie 1998 la Socorro, New Mexico, în cadrul proiectului LINEAR. Asteroidul prezintă o orbită caracterizată de o semiaxă mare de 2,76 ua, o excentricitate de 0,17 și o înclinație de 8,6° în raport cu ecliptica.